# Florence Ajayi
Florence Kikelomo Ajayi (Akure, 28 de abril de 1977) es una futbolista nigeriana que juega como defensa en el Gintra Universitetas, en la liga lituana.

## Trayectoria
Ajayi jugó en diversos equipos nigerianos a lo largo de los años 90: Koko Queens, Rivers Angels, Jegede Babes y Pelican Stars. Debutó con la selección nigeriana en 1998, y jugó su primer Mundial al año siguiente y sus primeros Juegos Olímpicos en Sídney 2000. 
Tras el Mundial 1999 fichó por el 1.FFC Niederkirchen de la Bundesliga alemana. En 2001 regresó a Nigeria; jugó en el Police Machine hasta 2004 y en las Bayelsa Queens hasta 2008, etapa en la que jugó los Mundiales 2003 y 2007 y los Juegos de Pekín.
Tras los Juegos de Pekín se retiró del fútbol internacional y volvió a dejar la liga nigeriana. Desde entonces ha jugado sucesivamente en el Tianjin Teda chino (2008-10), el Krka Novo Mesto esloveno (2011-12), el Pogon Szczecin polaco (2012-13) y el Dínamo Guadalajara de la 2.ª División española (2013-14). En 2014 fichó por el Gintra Universitetas lituano.